# براري الحمى
براري الحمى  رواية للكاتب و الروائي والشاعر والأديب الفلسطيني إبراهيم نصر الله ، صدرت لأول مرة سنة 1985، اختارتها جريدة الغارديان البريطانية كواحدة من أهم عشرة كتب عبرت عن العالم العربي. و أعيدت طباعتها عدة مرات. صدرت طبعتها الأولى في عام 1985، والطبعة الثانية في عام 1992، أما الثالثة فكانت في سنة 1999. تمت ترجمتها إلى أربع لغات، ووصلت ترجمتها الدنماركية الصادرة عن دار أندرسكوفن سنة 2007 إلى القائمة النهائية لأفضل خمس روايات اختارها الدنماركيون من بين مئات الأعمال المترجمة إلى لغتهم خلال العام الماضي للفوز بجائزة (أولوا) التي تمنح سنويا لواحدة من الروايات العالمية المترجمة إلى الدنماركية.

## ظروف كتابة الرواية
جاء إبراهيم نصر الله إلى القنفذة مُعلمًا سنة 1976ٍ، ونزل ببلدة سبت شمران بالعرضيتين، شرق محافظة القنفذة، ودرَّس في مدرستين ابتدائيتين مختلفتين، أمضى فيهما سنتين كانتا كفيلتين بتزاحم الأحداث السعيدة والمؤلمة في ذاكرته المغتربة، حاله حال المعلمين المتعاقدين كافة. ومع بدايات السنة الثانية لتواجده بـسبت شمران شرع في كتابة روايته براري الحمى التي استمرت في تشكُّلها قرابة أربع  سنوات حتى اكتملت. يعتبر الكاتب أن الدافع إلى كتابتها هو البوح و التعبير عن تجربة قاسية عاشها.

## ملخص الرواية
يتحدث بطل الرواية الأستاذ محمد حماد، في أسلوب يتداخل فيه الواقع والهذيان عن موته وعن مطالبته بدفع جزء من تكاليف الدفن، و يحاول عبثا إثبات أنه حي دون جدوى وهو المدرس في قرية شمران في صحراء المملكة السعودية. و يبحث محمد حماد عن ذاته التي اختفت، و يذهب الى مخفر الشرطة ليبلغ عن اختفائها. كما يصف وصفا دقيقا أسلوب الحياة في تلك المنطقة من الصحراء حيث قساوة الطبيعة وشظف العيش، إضافة إلى القفر والحرّ الحارق والإحساس بالغربة.

## نقد
تعد رواية براري الحمى رواية إبراهيم نصر الله نموذجا لروايات ما بعد الحداثة ، وقد وظف الكاتب الجانب النفسي، وتقمص الشخصية، وهذا ما جعل السارد يتماهى مع الشخصية بحالتها ودوافعها السيكولوجية فجاء الوصف والحوار دقيقا بدون مغالطات أو انحيازات، إذ استطاع أن يتعامل مع الأحداث بواقعية حية. من جهة أخرى لا یمکن للقاریء أن یتابع قراءة النص دون الشعور بمتاهة الوقائع؛ لأنه نص حلمي، والبعد الحاضر هو الزمن السائد بلا مستقبل، فهو زمن حلمي کابوسی مضطرب، یظهر متشظیا فی أزمة محمد حماد. يعتبر الكاتب أنه لا يهمه ان يصنف النقد العربي روايته كرواية حديثة أو يصنفها النقد الغربي كرواية ما بعد حداثية.
و قد اتهمه بعض النقاد بأنه أساء إلى المنطقة حينما صورها في تلك الحالة السلبية من ضعف التنمية و الفقر، لكن الكاتب رد على ذلك، فبين أن كثيرا ممن أخذوا تلك الرؤية السلبية لم يعيشوا التجربة التي عاشها أبناء المنطقة، وأضاف: «تحدثت عن عشرات السنوات وكان هناك فقر وتعب وقسوة طبيعية، فحينما تقول: إن هناك صحراء في البلد، أنت لا تهجو هذا البلد.

## اقتباسات
وما ان ابتعدوا ، حتى انتابني الحزن فجأة علي، كنت عارياً إلا من خوفي ووحيداً حتى حدود الغياب، فبدأت فصلا طويلا من البكاء، وروعني خبر موتي حين يصل أخي نعمان، على الرغم من عدائي لضحكته المشاغبة. ومن بين دمعتين قاطعتين تساءلت: ما الذي ستفعله أمي ؟!
المقبرة صغيرة ولكن ذلك لا ينفي انها كانت ممتلئة بالموت حتى آخرها.

اعتصرتك بألم فكرة أن المقابر تكبر و القرى تضيق